# پلی‌وینیل بوتیرال
پلی‌وینیل بوتیرال (به انگلیسی: Polyvinyl butyral) با فرمول شیمیایی (C۸H۱۴O۲)n یک ترکیب شیمیایی است. که جرم مولی آن متغیر می‌باشد. 